# Jean Calvet (homme politique)
Pour les articles homonymes, voir Jean Calvet et Calvet.
Jean Calvet, né le 25 février 1889 à Gaillac (Tarn) et mort le 12 mai 1965 à Gaillac (Tarn), est un homme politique français.

## Biographie
Maire de Gaillac de 1919 à 1941 et de 1945 à 1959, il est député SFIO du Tarn de 1928 à 1932. Il est conseiller général du canton de Vaour de 1930 à 1940 et président du conseil d'administration de la caisse d'épargne de Gaillac. Historien local, il est l'auteur de nombres études et devient, en 1937, le conservateur du musée Maurice et Eugénie de Guérin.

## Source
- « Jean Calvet (homme politique) », dans le Dictionnaire des parlementaires français (1889-1940), sous la direction de Jean Jolly, PUF, 1960 [détail de l’édition]